# يانيك سميث
يانيك سميث (بالإنجليزية: Yannick Smith)‏ (21 نوفمبر 1990 في الولايات المتحدة - ) هو لاعب كرة قدم أمريكي في مركز الهجوم. لعب مع Dayton Dutch Lions ‏ وVirginia Beach Piranhas ‏ ونيربس كرافت ‏.

## وصلات خارجية
- يانيك سميث على موقع الدوري الأمريكي (الإنجليزية)
- يانيك سميث على موقع قاعدة بيانات كرة القدم.إي يو (الإنجليزية)